# Willi Herren
Willi Herren est un chanteur de schlager et acteur allemand né le 17 juin 1975 à Cologne, où il est mort le 20 avril 2021.

## Biographie
Il est célèbre notamment pour ses tubes de 2005 Wer bist denn du ? (Qui es-tu donc ?) et Ich glaub' es geht schon wieder los (Je crois que ça continue encore).

## Discographie
- 2004: Hör mir auf
- 2004: King of the Ring
- 2005: Everybody
- 2005: Wer bist denn du?
- 2005: Ich glaub es geht schon wieder los (avec Markus Becker)
- 2005: Doris du geile Schlange
- 2006: 1000 und 1 Nacht
- 2006: Tut mir leid ich bin schon wieder breit
- 2006: Ich kann doch nix dafür
- 2007: Ein Freund ein guter Freund (avec Jürgen Milski et Libero-5)
- 2007: Auf Majas Blumenwiese
- 2007: 3 Chinesen mit dem Kontrabass (avec Jürgen Milski et Libero-5)
- 2007: Das Zwergenlied
- 2007: Oh Tequila (avec Jürgen Milski et Libero-5)
- 2008: Michaela (...du Luder)